# Dis-moi bonjour
Pour plus de détails, voir Fiche technique et Distribution.
Dis-moi bonjour (titre original :Szemüvegesek) est un film hongrois réalisé par Sándor Simó, sorti en 1969.

## Fiche technique
- Titre : Dis-moi bonjour
- Titre original : Szemüvegesek
- Réalisation : Sándor Simó
- Scénario : Sándor Simó
- Photographie : Gábor Kenyeres
- Montage : György Sívó
- Musique : Zdenkó Tamássy
- Décors : László Duba
- Format : Noir et blanc
- Durée : 78 minutes
- Date de sortie : 1969

## Distribution
- István Bujtor : Valkó László
- Mari Törőcsik : Mari
- István Avar : Tibor
- Mária Ronyecz : Jutka
- Tamás Major : Náray
- Imre Antal : Membre du jury
- Géza Léka

## Récompenses et distinctions
- Léopard d'or au Festival international du film de Locarno